# 女儿河街道
女儿河乡，是中华人民共和国辽宁省锦州市太和区下辖的一个乡镇级行政单位。

## 行政区划
女儿河乡下辖以下地区：
女儿河村、金厂卜村、腰汤村、前汤村、河西村、北汤村、王胡台村、大洼村、后白村、陈家沟村、小马场村、前白村、姜屯村、王胡沟村、华山村和西白村。